# Saint-Germain-en-Brionnais
Pour les articles homonymes, voir Saint-Germain.
Saint-Germain-en-Brionnais est une commune française située dans le département de Saône-et-Loire, en région Bourgogne-Franche-Comté.

## Géographie

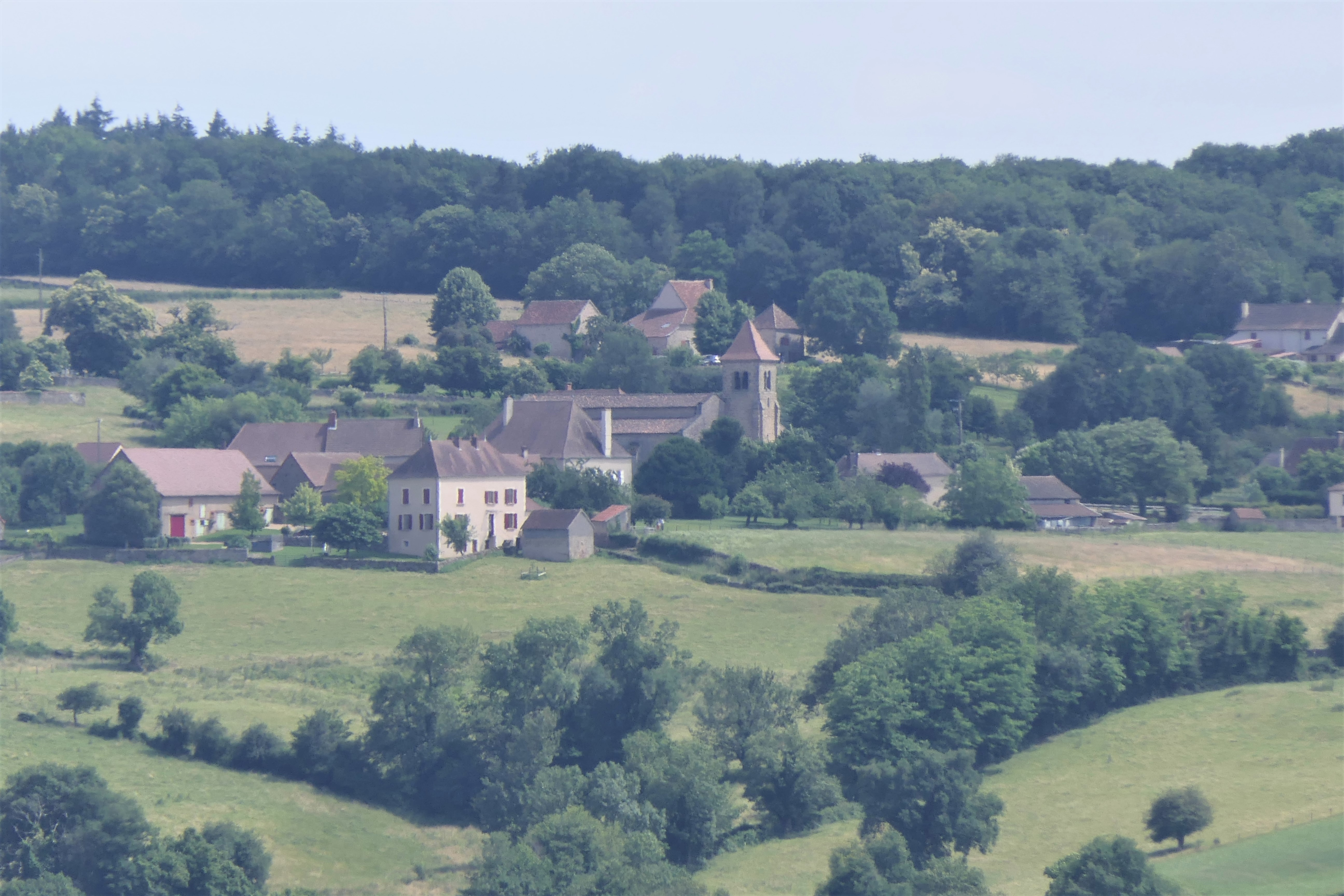
Le bourg vu du château de Vaulx de Saint-Julien-de-Civry.

Comme son nom l'indique, Saint-Germain, située à 387 mètres d'altitude, fait partie du Brionnais. Dyo, au sud-ouest de la commune est à 2 km, La Clayette à 10 km (gare SNCF), Charolles à 12 km.

### Climat
Pour des articles plus généraux, voir Climat de la Bourgogne-Franche-Comté et Climat de Saône-et-Loire.
En 2010, le climat de la commune est de type climat océanique dégradé des plaines du Centre et du Nord, selon une étude du Centre national de la recherche scientifique s'appuyant sur une série de données couvrant la période 1971-2000. En 2020, Météo-France publie une typologie des climats de la France métropolitaine dans laquelle la commune est dans une zone de transition entre le climat océanique altéré et le climat de montagne ou de marges de montagne et est dans la région climatique Centre et contreforts nord du Massif Central, caractérisée par un air sec en été et un bon ensoleillement.
Pour la période 1971-2000, la température annuelle moyenne est de 10,4 °C, avec une amplitude thermique annuelle de 15,8 °C. Le cumul annuel moyen de précipitations est de 933 mm, avec 12,1 jours de précipitations en janvier et 8,2 jours en juillet. Pour la période 1991-2020, la température moyenne annuelle observée sur la station météorologique de Météo-France la plus proche, « Briant », sur la commune de Briant à 10 km à vol d'oiseau, est de 11,7 °C et le cumul annuel moyen de précipitations est de 930,7 mm. 
La température maximale relevée sur cette station est de 40 °C, atteinte le 12 août 2003 ; la température minimale est de −14,7 °C, atteinte le 31 décembre 1996,,.
Les paramètres climatiques de la commune ont été estimés pour le milieu du siècle (2041-2070) selon différents scénarios d'émission de gaz à effet de serre à partir des nouvelles projections climatiques de référence DRIAS-2020. Ils sont consultables sur un site dédié publié par Météo-France en novembre 2022.

## Urbanisme

### Typologie
Au 1er janvier 2024, Saint-Germain-en-Brionnais est catégorisée commune rurale à habitat dispersé, selon la nouvelle grille communale de densité à sept niveaux définie par l'Insee en 2022.
Elle est située hors unité urbaine et hors attraction des villes,.

### Occupation des sols
L'occupation des sols de la commune, telle qu'elle ressort de la base de données européenne d’occupation biophysique des sols Corine Land Cover (CLC), est marquée par l'importance des territoires agricoles (90,8 % en 2018), une proportion identique à celle de 1990 (90,8 %). La répartition détaillée en 2018 est la suivante : prairies (89,7 %), forêts (9,2 %), zones agricoles hétérogènes (1,1 %). L'évolution de l’occupation des sols de la commune et de ses infrastructures peut être observée sur les différentes représentations cartographiques du territoire : la carte de Cassini (XVIIIe siècle), la carte d'état-major (1820-1866) et les cartes ou photos aériennes de l'IGN pour la période actuelle (1950 à aujourd'hui).

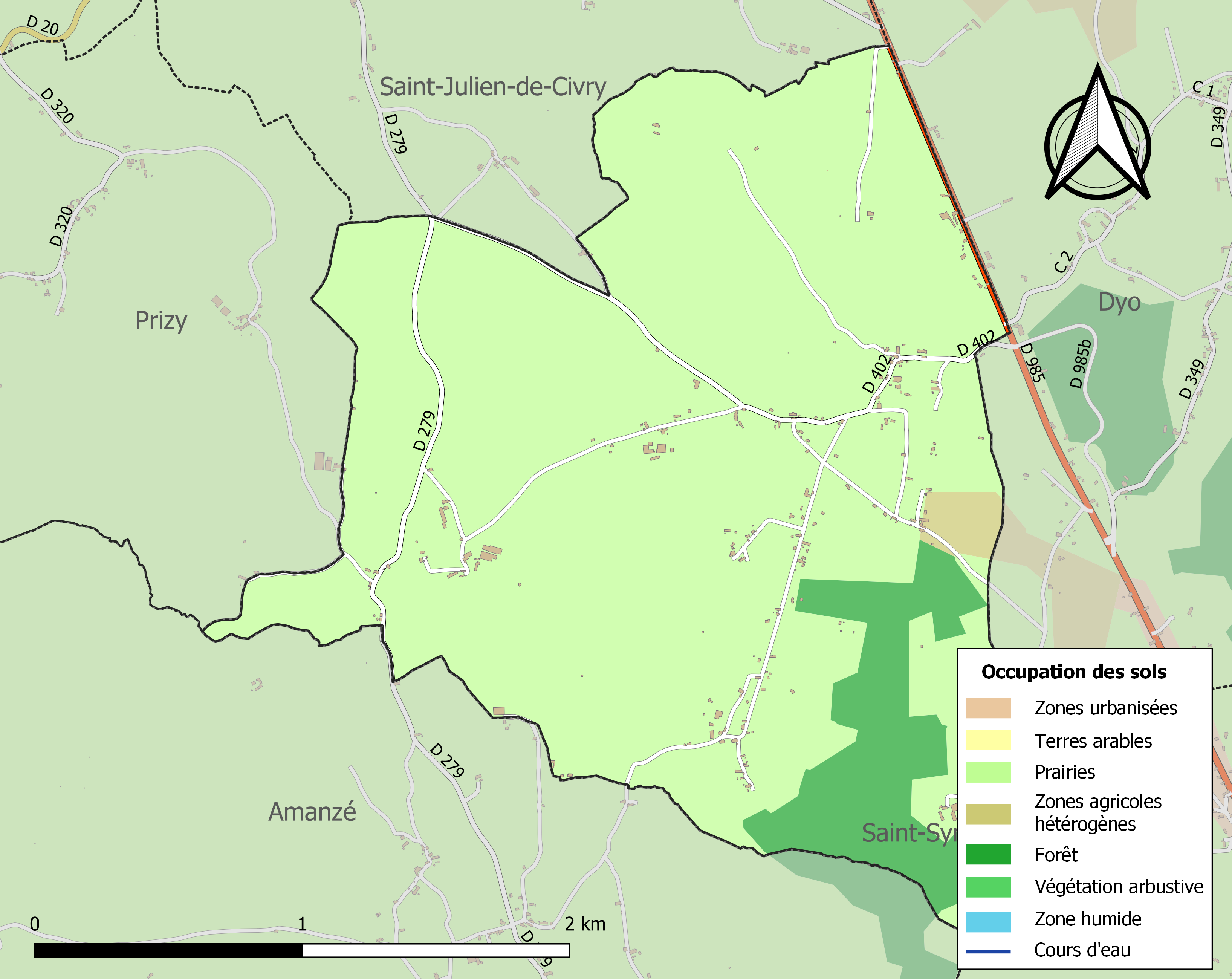
Carte des infrastructures et de l'occupation des sols de la commune en 2018 (CLC).

## Toponymie
1794 : Bellevue les Bois ; 1801 (Bulletins des lois) : Saint-Germain-des-Bois ; 1913 : Saint-Germain-en-Brionnais

## Histoire
L'origine de la commune peut-être considérée comme étant celle de la fondation d'un prieuré de chanoines réguliers de Saint-Augustin, en 1095. Cette fondation est due à l'évêque Agan (ou Aganon de Mont-Saint-Jean), à l'initiative des sires de Dyo. L'église prieurale ne devient église paroissiale à la fin du XVIe siècle.

## Politique et administration
Création d'une association : ADMG par jean Escalier, Association pour le développement et la mise en valeur du site de Saint-Germain-en-Brionnais.
Création du SIVOM du Brionnais, Syndicat intercommunal à vocation multiple avec les communes de Saint-Symphorien-des-Bois, Amanzé et Dyo par le maire Jean Escalier, celui-ci en assure la présidence jusqu'en 2014.
Création d'un RPI, avec les mêmes communes en 1996, Jean Escalier en assure la présidence.
| Période                                  | Période       | Identité          | Étiquette | Qualité |
| ---------------------------------------- | ------------- | ----------------- | --------- | ------- |
| mars 1989                                | mars 2014     | Jean Escalier     | PRG       |         |
| mars 2014                                | décembre 2016 | Simon Ducharne    |           |         |
| décembre 2016                            | en cours      | Dominique Vaizand |           |         |
| Les données manquantes sont à compléter. |               |                   |           |         |

## Population et société

### Démographie

#### Évolution démographique
L'évolution du nombre d'habitants est connue à travers les recensements de la population effectués dans la commune depuis 1793. Pour les communes de moins de 10 000 habitants, une enquête de recensement portant sur toute la population est réalisée tous les cinq ans, les populations de référence des années intermédiaires étant quant à elles estimées par interpolation ou extrapolation. Pour la commune, le premier recensement exhaustif entrant dans le cadre du nouveau dispositif a été réalisé en 2007.

En 2022, la commune comptait 177 habitants, en évolution de −7,81 % par rapport à 2016 (Saône-et-Loire : −1,06 %, France hors Mayotte : +2,11 %).
| 1793 | 1800 | 1806 | 1821 | 1831 | 1836 | 1841 | 1846 | 1851 |
| ---- | ---- | ---- | ---- | ---- | ---- | ---- | ---- | ---- |
| 374  | 201  | 343  | 460  | 479  | 427  | 395  | 394  | 382  |

| 1856 | 1861 | 1866 | 1872 | 1876 | 1881 | 1886 | 1891 | 1896 |
| ---- | ---- | ---- | ---- | ---- | ---- | ---- | ---- | ---- |
| 372  | 355  | 333  | 358  | 350  | 362  | 364  | 321  | 309  |

| 1901 | 1906 | 1911 | 1921 | 1926 | 1931 | 1936 | 1946 | 1954 |
| ---- | ---- | ---- | ---- | ---- | ---- | ---- | ---- | ---- |
| 282  | 287  | 286  | 246  | 229  | 211  | 201  | 189  | 170  |

| 1962 | 1968 | 1975 | 1982 | 1990 | 1999 | 2006 | 2007 | 2012 |
| ---- | ---- | ---- | ---- | ---- | ---- | ---- | ---- | ---- |
| 179  | 170  | 192  | 154  | 163  | 171  | 178  | 179  | 195  |

| 2017 | 2022 | - | - | - | - | - | - | - |
| ---- | ---- | - | - | - | - | - | - | - |
| 190  | 177  | - | - | - | - | - | - | - |

#### Pyramide des âges
En 2018, le taux de personnes d'un âge inférieur à 30 ans s'élève à 28,4 %, soit en dessous de la moyenne départementale (30,4 %). De même, le taux de personnes d'âge supérieur à 60 ans est de 32,1 % la même année, alors qu'il est de 32,7 % au niveau départemental.
En 2018, la commune comptait 95 hommes pour 94 femmes, soit un taux de 50,26 % d'hommes, légèrement supérieur au taux départemental (48,54 %).
Les pyramides des âges de la commune et du département s'établissent comme suit.
| Hommes | Classe d’âge | Femmes |
| ------ | ------------ | ------ |
| 0,0    | 90 ou +      | 1,1    |
| 7,3    | 75-89 ans    | 12,8   |
| 25,0   | 60-74 ans    | 18,1   |
| 21,9   | 45-59 ans    | 22,3   |
| 18,7   | 30-44 ans    | 16,0   |
| 7,3    | 15-29 ans    | 8,5    |
| 19,8   | 0-14 ans     | 21,3   |

| Hommes | Classe d’âge | Femmes |
| ------ | ------------ | ------ |
| 1      | 90 ou +      | 2,7    |
| 9,3    | 75-89 ans    | 12,5   |
| 20,7   | 60-74 ans    | 21,2   |
| 20,6   | 45-59 ans    | 20     |
| 16,5   | 30-44 ans    | 15,8   |
| 15,1   | 15-29 ans    | 12,8   |
| 16,7   | 0-14 ans     | 15     |

## Culture locale et patrimoine

### Lieux et monuments
- Église Saint-Germain-et-Saint-Benoît de Saint-Germain-en-Brionnais, de style roman.

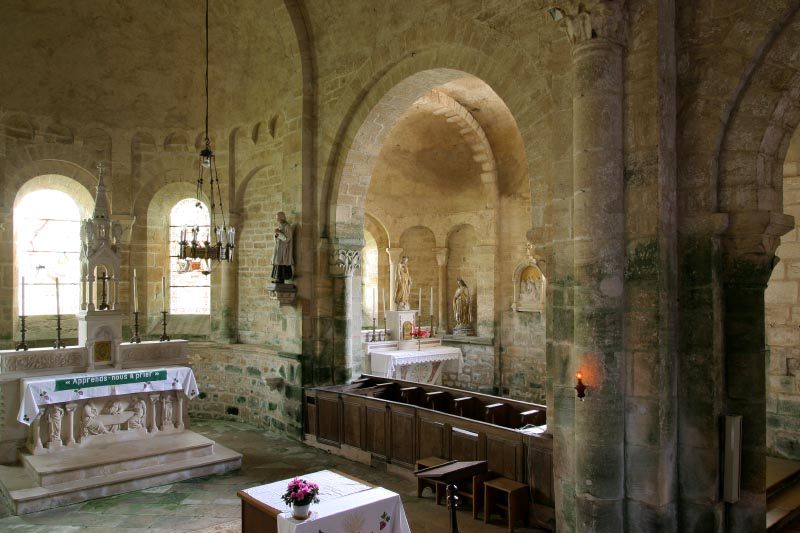
Église : chœur.
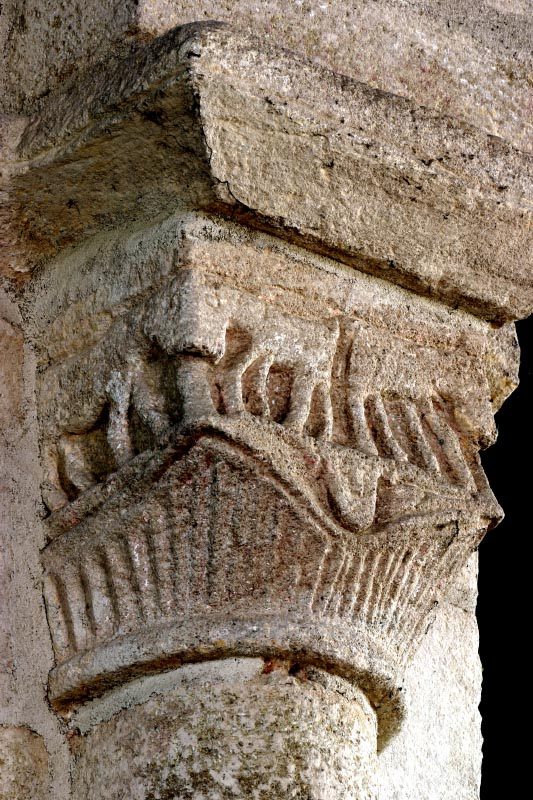
Église : chapiteau.

### Personnalités liées à la commune
- Benoît Raclet (1780-1844), inventeur de l'échaudage de la vigne, mort dans la commune.
- Claude-Marie Boucaud (1895-2005), l'un des dix derniers poilus français, vétéran de la Première Guerre mondiale, est né dans la commune.

## Pour approfondir